# غافرييل إليزاروف
غافرييل أبراموفيتش إليزاروف (بالروسية Гавриил Абрамович Илизаров) ـ (15 يونيو 1921 - 24 يوليو 1992) جراح عظام سوفيتي، عرف باختراعه جهاز إليزاروف الذي يستخدم في عمليات إطالة العظام وعلاج الكسور. حصل على لقب بطل العمل الاشتراكي (1981) وجائزة لينين (1979) وعضوية الأكاديمية الروسية للعلوم (1991).

## مولده ونشأته
ولد إليزاروف في مدينة بيلوفيجا، الكائنة حالياً في روسيا البيضاء لعائلة يهودية ترجع أصولها إلى داغستان، وعقب مولده انتقلت أسرته إلى كوسار في أذربيجان حيث نشأ.

## دراسته الطبية
تخرج إليزاروف في مدرسة ديربنت الطبية التأهيلية، ثم في مدرسة القرم الطبية. وفي سنة 1944 أرسل للعمل بمستشفى ريفي في كورغان أوبلاست بسيبيريا على بعد ألفي كيلومتر شرق موسكو، وفي سنة 1950 عُين بقسم الجراحة العامة بمستشفى كورغان الإقليمي، وكان عمله يشمل إلى جانب ذلك العمل جراحًا بالإسعاف الطائر، ثم صار سنة 1955 رئيساً لقسم جراحة العظام والإصابات بالمستشفى الإقليمي لقدامى المحاربين في كورغان.

## الحياة والعمل
ولد إليزاروف الأكبر بين ستة أطفال لعائلة يهودية فقيرة في بياوفييجا، بوليسي فويفوديشيب، بولندا. في عام 1928، انتقلت العائلة إلى والدي والده في بلدة قصار في أذربيجان، بالقرب من قرمزي قوصوبي. كان والده، أبرام إليزاروف، يهوديًا جبليًا من قُصر، بينما كانت والدته، جولدا روزنبلوم، من أصل يهودي أشكنازي. في عام 1939، تخرج من معهد بويناكسك، وهي مؤسسة تعليمية أنشئت لإعداد العمال والفلاحين للتعليم العالي، والتحق بكلية طب القرم في سيمفيروبول. بعد اندلاع الحرب الوطنية العظمى في عام 1941، أخليت المدرسة إلى كيزيلوردا في كازاخستان.
بعد الانتهاء من المدرسة في عام 1944، أرسل إليزاروف إلى مستشفى ريفي في دولجوفكا، وهي قرية في كورغان أوبلاست في سيبيريا، على بعد 2000 كيلومتر شرق موسكو. في عام 1950، حصل على منصب في قسم الجراحة العامة في مستشفى كورغان الإقليمي، والذي تضمن واجبه كجراح مع الإسعاف الجوي. في عام 1955، أصبح رئيسًا لقسم الصدمات وجراحة العظام في المستشفى الإقليمي لقدامى المحاربين في كورغان.

## ابتكاره للمثبت الخارجي وإنشاء مركز للعمل به
قضى إليزاروف فترة عمله كطبيب مقيم في تخصص جراحة العظام، وفي تلك الفترة قام بتطوير «نظام المثبت الخارجي»، وفي سنة 1961 أنشأ في مدينة كورغان مركز كورغان للجراحة الترميمية وجراحة العظام، الذي رأسه حتى عام 1991.

## أسرته
تدربت ابنته «سفيتلانا إليزاروفا» على يده في مجال إطالة الأطراف وتقويم تشوهاتها، وذلك في مركز جراحة العظام الترميمية والإصابات في كورغان بسيبيريا، وهي تعمل حالياً في هذا المجال في الولايات المتحدة الأمريكية.

## سنواته الأخيرة ووفاته
في بدايات التسعينيات من القرن العشرين سافر إليزاروف إلى الولايات المتحدة لعرض جهازه، الذي كان مجهولاً بدرجة كبيرة في الأوساط الطبية الأمريكية، وفي سنة 1992، توفي إليزاروف عن عمر يناهز الحادية والسبعين.

## وصلات خارجية
- Ilizarov.com English-language portal
- Ilizarov.org.uk
- Biography نسخة محفوظة 24 أكتوبر 2007 على موقع واي باك مشين.
- Biography
- Biography[وصلة مكسورة]
- New York Times Health Obituary
- William D. Terrell uses Ilizarov techniques with fixators